# Kamila Witkowska

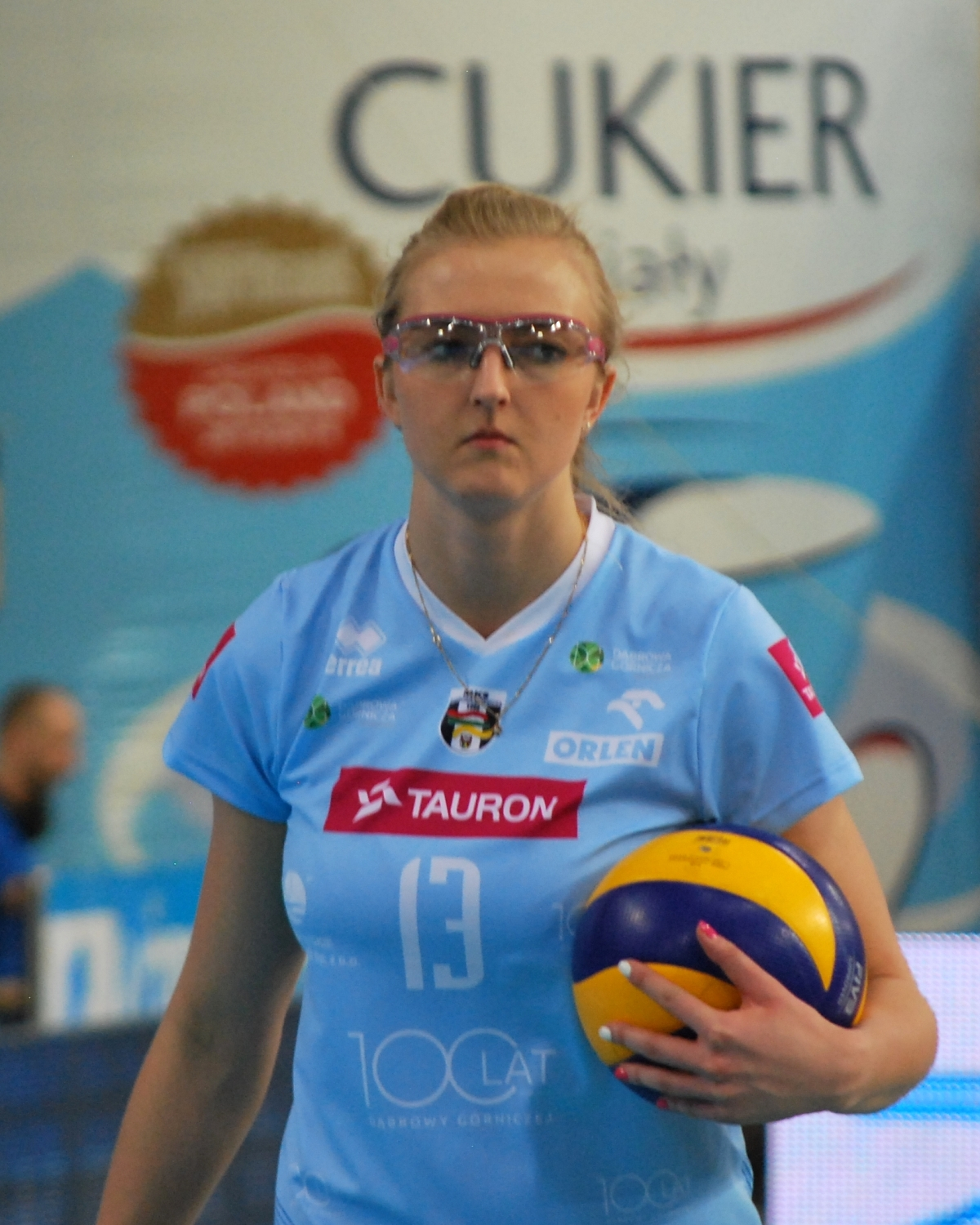
Kamila Ganszczyk (Witkowska) zawodniczką Tauron MKS-u Dąbrowa Górnicza

Kamila Witkowska, z d. Ganszczyk (ur. 2 grudnia 1991 w Kościanie) – polska siatkarka, reprezentantka kraju, grająca na pozycji środkowej.
W sezonie I ligi (2013/2014) była w składzie drużyny KSZO Ostrowiec Świętokrzyski, która wywalczyła historyczny awans do ORLEN Ligi, najwyższej klasy rozgrywkowej, wygrywając wszystkie mecze zarówno w sezonie regularnym jak i w play-off. Po udanym sezonie w Orlen Lidze (2014/2015) w barwach KSZO Ostrowca Świętokrzyskiego, będąc jedną z najlepszych zawodniczek pomarańczowo-czarnych, dostała angaż w Tauron MKS-ie Dąbrowa Górnicza.
W 2024 została zwyciężyła w Plebiscycie redakcji „Dziennika Łódzkiego” na Sportowca Roku 2023 w Łodzi.
Po sezonie 2024/2025 zakończyła karierę sportową. W ekstraklasie rozegrała 262 mecze w jedenastu sezonach, zdobywając 2316 punktów (w tym 896 bloków).
11 czerwca 2025 roku komunikat opublikowała Międzynarodowa Federacja Piłki Siatkowej (FIVB), poinformowała w nim o zawieszeniu siatkarki za stosowanie środków dopingowych. Została zawieszona na osiem miesięcy w prawach zawodnika z dniem 6 maja 2025 roku za naruszenie przepisów antydopingowych. Niedozwolona substancja kanrenon została wykryta w jej próbce pobranej podczas testu pozakonkursowego 26 kwietnia 2024 roku.

## Kariera klubowa
| Lata      | Klub                         |
| 2010–2013 | Zawisza Sulechów             |
| 2013–2015 | KSZO Ostrowiec Świętokrzyski |
| 2015–2017 | Tauron MKS Dąbrowa Górnicza  |
| 2017–2020 | DevelopRes SkyRes Rzeszów    |
| 2020–2021 | Volleyball Wrocław           |
| 2021–2024 | ŁKS Commercecon Łódź         |
| 2024–2025 | MOYA Radomka Radom           |

## Sukcesy klubowe
Memoriał Agaty Mróz-Olszewskiej:
- 2016

Mistrzostwo Polski:
- 2023[11]
- 2020
- 2019, 2022[12]

## Sukcesy reprezentacyjne
Volley Masters Montreux:
- 2019

Liga Narodów:
- 2024[13]

## Nagrody indywidualne
- 2016: Najlepsza środkowa Memoriału Agaty Mróz-Olszewskiej
- 2024: Sportowiec Roku 2023 w Łodzi w Plebiscycie redakcji „Dziennika Łódzkiego”[1]